# Sailly-lez-Lannoy
Sailly-lez-Lannoy (flämisch: Zelleken) ist eine französische Gemeinde mit 1.936 Einwohnern (Stand: 1. Januar 2022) im Département Nord in der Region Hauts-de-France. Sie gehört zum Arrondissement Lille und zum Kanton Villeneuve-d’Ascq. Die Einwohner heißen Saillysiens.

## Geographie
Die Gemeinde Sailly-lez-Lannoy liegt an der Grenze zu Belgien, elf Kilometer östlich von Lille und acht Kilometer südöstlich von Roubaix. Umgeben wird Sailly-lez-Lannoy von den Nachbargemeinden Toufflers im Norden, Tournai (Belgien) im Osten, Willems im Süden, Villeneuve-d’Ascq im Südwesten sowie Hem im Westen.

## Bevölkerungsentwicklung
| Jahr                       | 1962 | 1968 | 1975 | 1982 | 1990 | 1999 | 2006 | 2013 | 2021 |
| Einwohner                  | 889  | 844  | 1032 | 1406 | 1639 | 1763 | 1776 | 1704 | 1949 |
| Quellen: Cassini und INSEE |      |      |      |      |      |      |      |      |      |

## Sehenswürdigkeiten
- Kirche Saint-Pierre
- Herrenhaus von Neuville
- Gutshof Meurchin mit alter Brauerei (Monument historique)

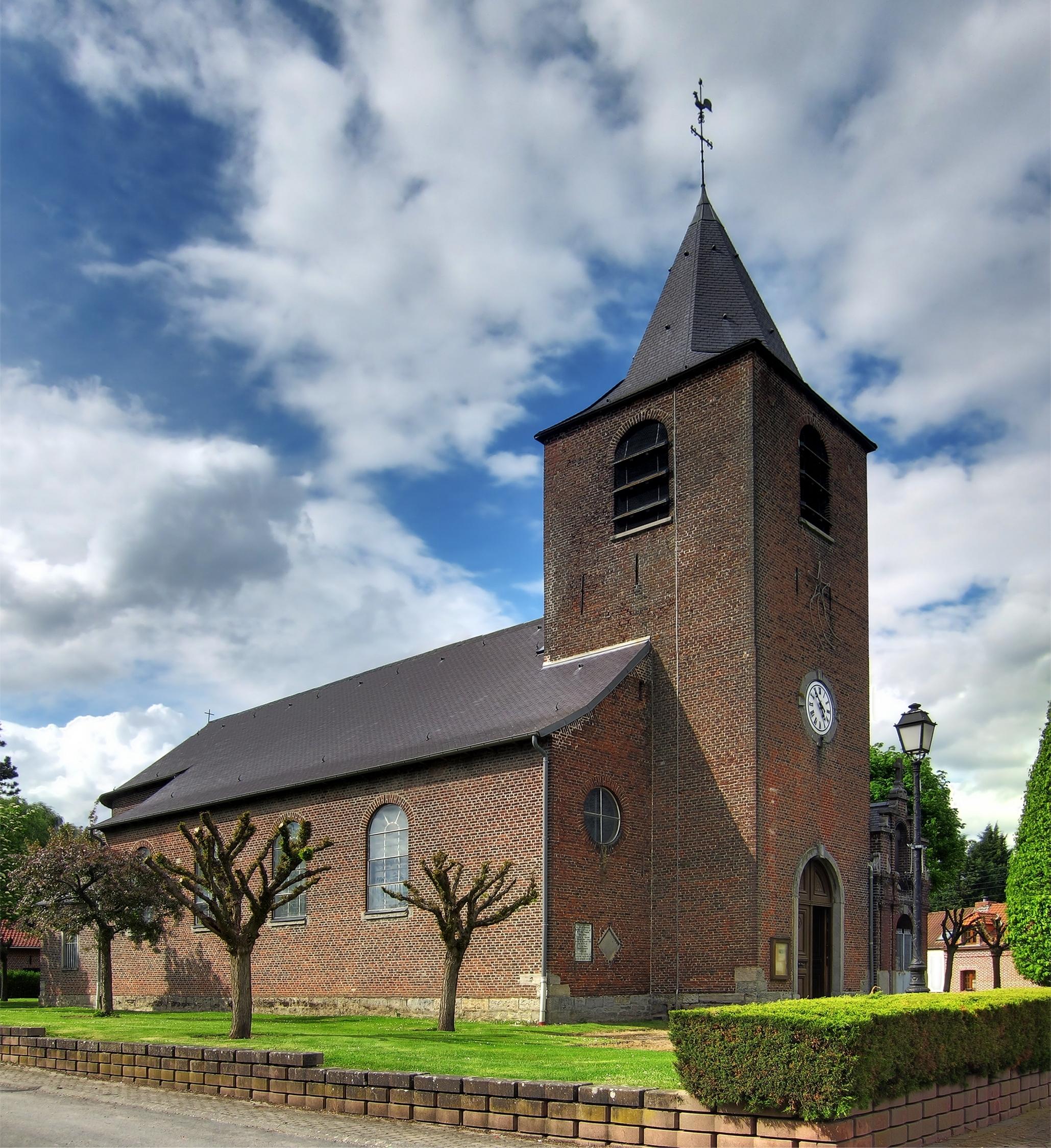
Kirche Saint-Pierre
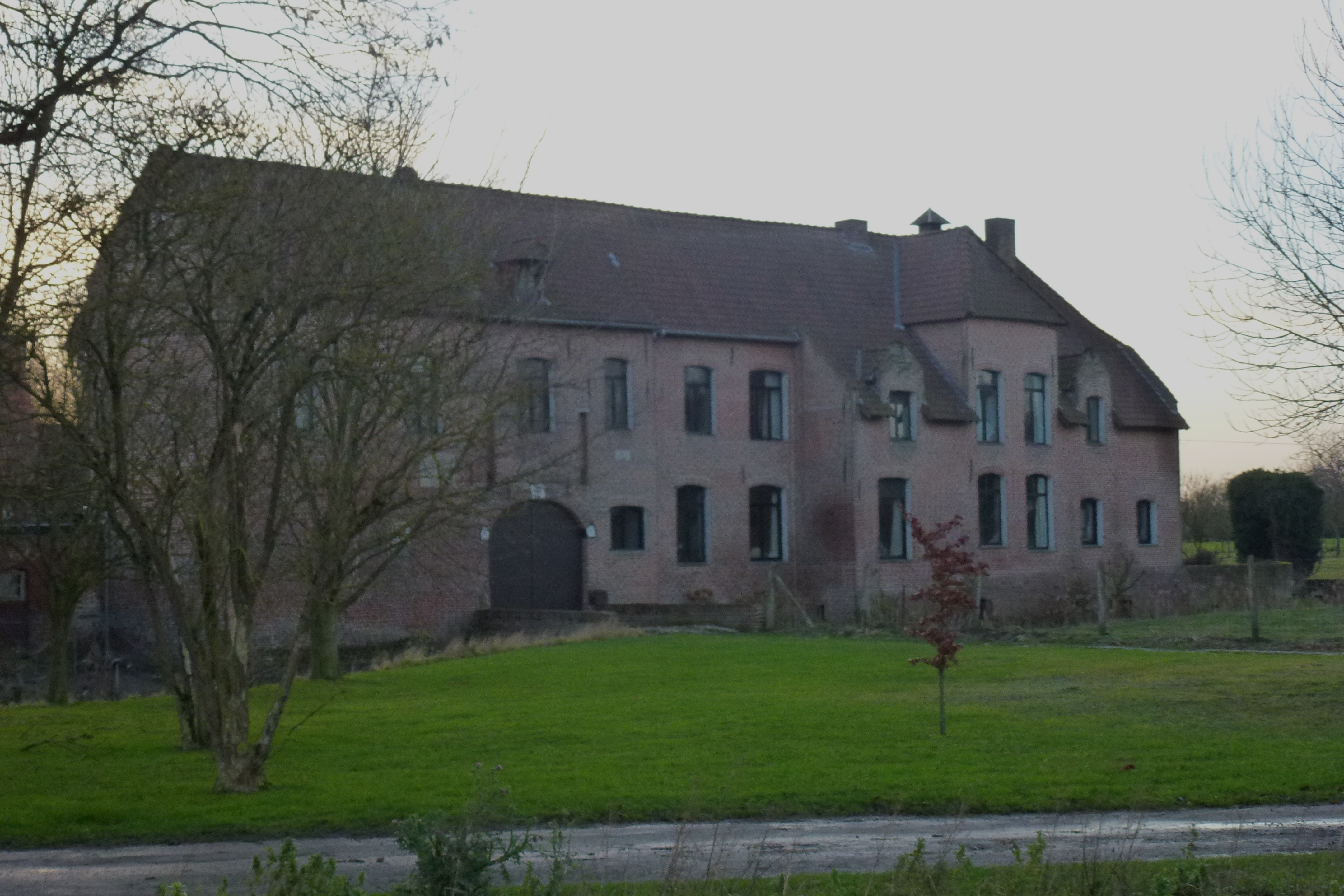
Herrenhaus Neuville
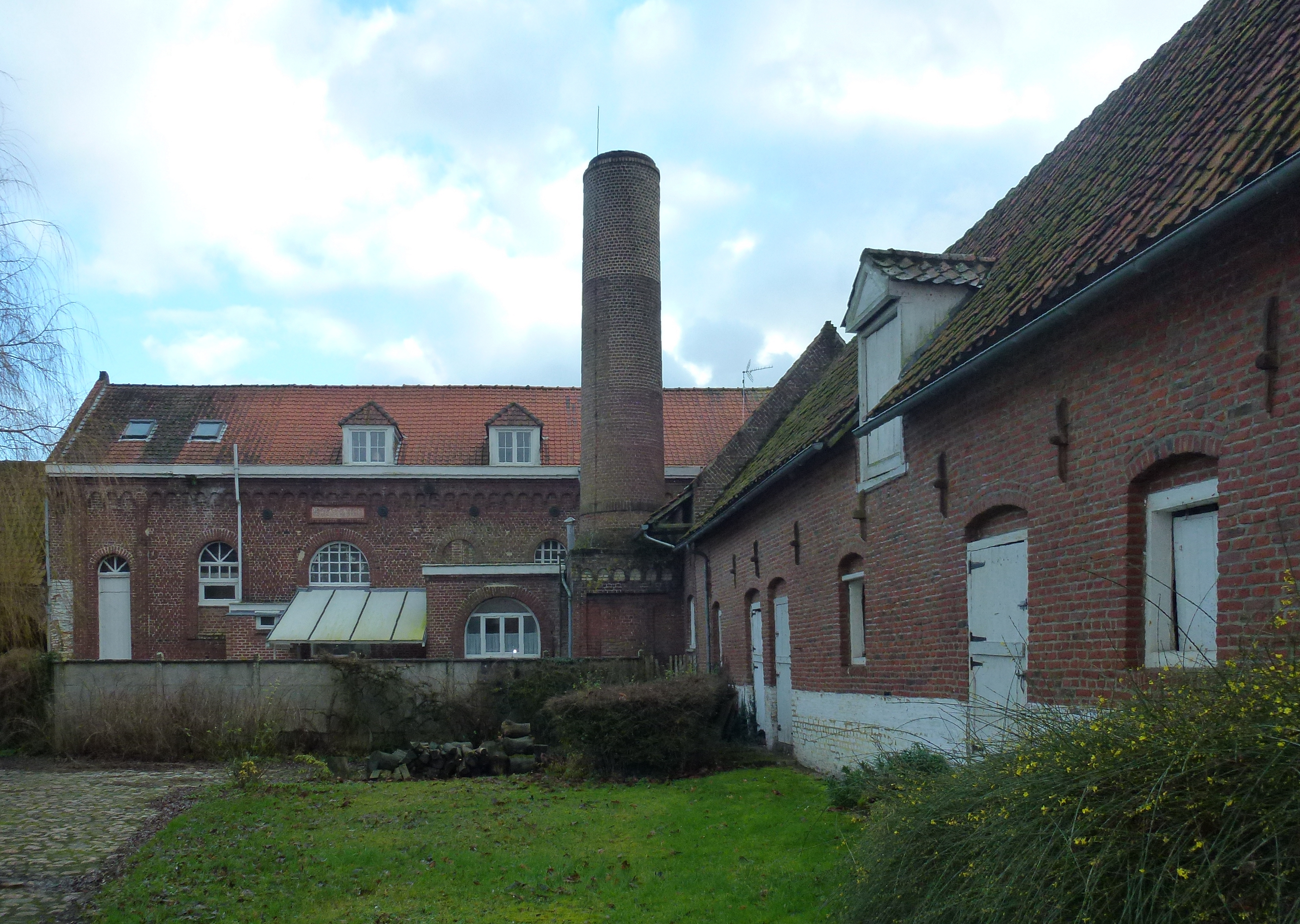
Gutshof Meurchin